# Love Is a Stranger
Love Is a Stranger è il terzo singolo del gruppo musicale britannico Eurythmics estratto dal loro secondo album studio Sweet Dreams (Are Made of This).

## Descrizione
La traccia è stata composta da Dave Stewart ed Annie Lennox e presenta un ritmo up-tempo in cui la voce camaleontica della Lennox si mischia con gli effetti sonori prodotti dai sintetizzatori all'avanguardia di Stewart.

## Videoclip
Il videoclip della canzone è stato diretto da Mike Brady. Nel video Dave Stewart interpreta lo chauffeur di una prostituta dell'alta società. È in questo video che Annie Lennox comincia a mostrare il suo fascino androgino che col successivo singolo Sweet Dreams (Are Made of This) la renderà famosa in tutto il mondo. Il look mascolino alternato alle scene in cui la Lennox è travestita da donna causarono all'epoca abbastanza scalpore negli Stati Uniti.

## Tracce
Singolo 7"
1. Love Is a Stranger (Lennox/Stewart)
2. Monkey Monkey (Lennox/Stewart)

Singolo 12"
1. Love Is a Stranger
2. Monkey Monkey
3. Let's Just Close Our Eyes (Lennox/Stewart)

## Classifiche
| Classifica (1983)         | Posizione più alta |
| ------------------------- | ------------------ |
| Regno Unito               | 6                  |
| Billboard Hot 100         | 23                 |
| U. S. Hot Dance Club Play | 7                  |
| Irlanda                   | 4                  |
| Germania                  | 12                 |
| Canada                    | 15                 |
| Sudafrica                 | 2                  |
| Austria                   | 12                 |
| Nuova Zelanda             | 20                 |
| Giappone                  | 60                 |